# 满春街道
满春街道是中华人民共和国湖北省武汉市江汉区下辖的一个街道办事处。

## 行政区划
满春街道下辖以下村级行政区划单位：
小夹社区、大夹社区、长堤社区、同乐社区、勤劳社区、肖家社区、清芬社区和中大社区。